# Monomorium criniceps
Monomorium criniceps är en myrart som först beskrevs av Mayr 1879.  Monomorium criniceps ingår i släktet Monomorium och familjen myror.

## Underarter
Arten delas in i följande underarter:
- M. c. criniceps
- M. c. nigrum
- M. c. rubrum